# Metastenasellus dartevellei
Metastenasellus dartevellei is een pissebed uit de familie Stenasellidae. De wetenschappelijke naam van de soort is voor het eerst geldig gepubliceerd in 1952 door Chappuis.